# Ce qui compte, c'est la fin
Pour plus de détails, voir Fiche technique et Distribution.
Ce qui compte, c'est la fin (Was am Ende Zählt) est un film allemand de Julia von Heinz sorti en 2007.

## Synopsis
Carla, une fugueuse, est en partance pour des études à Lyon afin de réaliser son rêve de travailler dans le stylisme. Mais elle se fait voler son sac à la gare. Sans affaires ni argents, elle rencontre Rico, jeune propriétaire d'un bateau qui accepte de l'y héberger et de lui offrir un travail en bâtiment pour lui permettre de payer son voyage à Lyon. Cependant, il exige en échange une certaine contrepartie.
C'est dans son travail que Carla rencontre Lucie. Toutes deux se lient d'amitié. Peu de temps après, Carla découvre qu'elle est enceinte et qu'il est trop tard pour avorter. Elle est effondrée car, enceinte, elle voit son rêve s'envoler. Lucie, qui désire plus que tout que Carla reste auprès d'elle, lui propose un pacte, celui de feindre sa propre grossesse et de s'occuper du bébé après sa naissance. Afin de ne pas éveiller les soupçons, notamment de Rico, elles s'installent, le temps de la grossesse, dans un appartement en compagnie de Michael, le frère ex-toxicomane de Lucie, qui se propose de reconnaître l'enfant en tant que père.
Mais après l'accouchement, Carla prend conscience de son instinct maternel et souhaite finalement élever elle-même son enfant, alors que Lucie se considère comme la vraie mère. Les deux amies, dont l'amitié s'est transformée en amour, se déchirent progressivement jusqu'à un accident où le bébé manque d'être tué.
Carla et Lucie comprennent alors qu'elles doivent prendre chacune leurs vies en main. Carla part dans un foyer pour mère célibataire et Lucie à Lyon. Avant de se séparer, toutes deux se disent que leur amitié d'un an restera réciproquement leur plus beau souvenir. Néanmoins, dans la scène finale, Lucie attend Carla à la porte, laissant penser que leur histoire n'est peut-être pas terminé.

## Fiche technique
- Titre original : Was am Ende Zählt
- Titre anglais : Nothing Else Matters
- Titre français : Au bout du compte
- Titre télévision : Ce qui compte, c'est la fin
- Réalisation : Julia von Heinz
- Scénario : John Quester et Julia von Heinz
- Production : Susann Schimk et Jörg Trentmann
- Musique originale : Matthias Petsche
- Photographie : Daniela Knapp
- Montage : Florian Miosge
- Pays de production :  Allemagne,  France
- Langue : allemand - français
- Format : couleur
- Date de sortie : 
  - Allemagne : 16 février 2007 (Festival du film de Berlin)[1]

## Distribution
- Paula Kalenberg: Carla
- Marie-Luise Schramm (de): Lucie
- Benjamin Kramme (de) : Michael
- Vinzenz Kiefer : Rico
- Toni Osmani (de) : Bert
- Martin Ontrop (de) : Dietmar
- Katy Karrenbauer : Fiona

## Distinctions
- 2008 : Prix de la meilleure actrice pour Marie-Luise Schramm (de) au festival du film de Brooklyn[2]
- Deutscher Filmpreis du meilleur film pour enfants